# Cicada 3301
Cicada 3301 es el nombre con el que se conoce a una supuesta organización que publicó en internet tres series de retos complejos con acertijos y rompecabezas entre 2012 y 2014 con el fin de reclutar a criptoanalistas de la población. El primer acertijo se publicó en internet el 4 de enero de 2012 en el tablón /random/ de 4chan y tuvo una duración de aproximadamente un mes. El 4 de enero de los años 2013 y 2014 se iniciaron nuevas ediciones de esta serie de retos, estando la edición de 2014 todavía sin terminar. El objetivo de esta organización es reclutar «individuos inteligentes», presentando una serie de retos que deben ser resueltos en orden, llevando al siguiente. Los retos se enfocan fuertemente en la seguridad de datos, criptografía y esteganografía.
Esta serie de desafíos ha sido llamada «el enigma más elaborado y misterioso de la era del internet». Está listado en el «Top 5 de misterios extraños del internet» del Washington Post, y existe mucha especulación acerca de su propósito. Muchos han especulado que es una herramienta de reclutamiento de la NSA, CIA, MI6, o un grupo cibernético de hackers. Otros han afirmado que es un juego de realidad alternativa, pero el hecho de que ninguna compañía ni individuo lo ha monetizado, lleva a pensar que no lo es. Otros creen que la organización está manejada por un banco trabajando en criptomonedas.

## Propósitos
El propósito último de las tres rondas de Cicada 3301 sigue siendo un misterio. El último acertijo conocido se volvió extremadamente complejo con el paso de las pistas. Individuos anónimos han afirmado haber «ganado»; pero nunca se ha dado a conocer una verificación por parte de la organización, y estos individuos no han dado a conocer más información.
Se presume que, en 2012, algunos de los participantes que resolvieron el enigma recibieron un correo electrónico informándoles que quienes lo lograron recibirían asesoramiento personal. Se cree que aquellos que superaron esta etapa fueron admitidos en la organización, aunque no se dispone de información adicional al respecto.

## Tipos de pistas
Las pistas proporcionadas por Cicada 3301 abarcan diversas formas de comunicación, tales como internet, teléfono, imágenes digitales, símbolos en medios físicos, páginas de libros crípticos no publicados, Linux y música original. Además, se emplean variadas técnicas de encriptación y protección de datos, y las pistas hacen referencia a una amplia gama de libros, poesía, obras de arte y música. Cada pista ha sido autenticada con la misma clave privada GPG.
Entre otras obras referenciadas están:
| Referencias artísticas y literarias: - Agrippa, un poema escrito por William Gibson - El anciano de los días, por William Blake - Alfabeto Futhorc - Johann Sebastian Bach - Escritura cuneiforme - Libro del Eclesiastés - M. C. Escher - Francisco de Goya - Gödel, Escher, Bach: un Eterno y Grácil Bucle, un libro escrito por Douglas Hofstadter - Kōans - El libro de la ley por Aleister Crowley - La dama de Shalott, una pintura de John William Waterhouse - Mabinogion, una serie de manuscritos precristianos. - Numeración maya - El matrimonio de Cielo e Infierno, escrito por William Blake - Nebuchadnezzar, por William Blake - Newton, por William Blake - Self-Reliance by Ralph Waldo Emerson - Song of Liberty, un poema de William Blake - Antifragile: Things That Gain from Disorder por Nassim Taleb | Referencias filosóficas: - Consciencia colectiva e inteligencia colectiva - Muerte mística - Esoterismo - Gematría - Filosofía jesuita - Carl Jung - Cábala - Søren Kierkegaard - Friedrich Nietzsche - Grigori Rasputín - Jean-Paul Sartre - Robert Anton Wilson - Zen | Referencias matemáticas, criptográficas y tecnológicas: - Cifrado Atbash - Cifrado de libro - Cifrado César - Diffie-Hellman - Factorización - Criba general del cuerpo de números - Kurt Gödel y sus teoremas de incompletitud - GNU Privacy Guard (GnuPG o GPG) - Francis Heylighen - GNU/Linux - Cuadrados mágicos - Teoría de números - Números primos - Pretty Good Privacy - Algoritmo de encriptación RSA - Autorreferencia - Esquema de Shamir - Esteganografía en imágenes digitales, texto y protocolos de internet - Bucles extraños - Tor - Cifrado por transposición - Cifrado de Vigenère |

### Liber Primus
Cicada 3301 también escribió un libro, titulado Liber Primus, escrito con alfabeto rúnico. Contiene 73 páginas, de las cuales sólo 17 han sido descifradas.

## Localizaciones físicas de pistas
A lo largo del desafío, múltiples pistas han  requerido que los participantes se desplacen a diversas localidades para obtener la siguiente pista. Algunas de estas se han encontrado en las siguientes ciudades: 
- Annapolis, Maryland, Estados Unidos
- Chino, California, Estados Unidos
- Ciudad de México, México
- Columbus, Georgia, Estados Unidos
- Dallas, Texas, Estados Unidos
- Erskineville, Australia
- Fayetteville, Arkansas, Estados Unidos
- San Salvador, El Salvador
- Granada, España
- Greenville, Texas, Estados Unidos
- Haleiwa, Hawái, Estados Unidos
- Little Rock, Arkansas, Estados Unidos
- Los Ángeles, California, Estados Unidos
- Miami, Florida, Estados Unidos
- Moscú, Rusia
- Nueva Orleans, Luisiana, Estados Unidos
- Okinawa, Japón
- París, Francia
- Portland, Oregón, Estados Unidos
- San Salvador, El Salvador
- Seattle, Washington, Estados Unidos
- Varsovia, Polonia

## Identidad del grupo

### Reclamos de actividad ilegal
Las autoridades de la Provincia de Los Andes, Chile, acusaron a Cicada 3301 de estar involucrado en actividades ilegales. Sin embargo, Cicada 3301 negó estas acusaciones mediante una declaración firmada con PGP, asegurando que no tenían ninguna relación con actividades ilícitas.
En julio de 2015, un grupo que se identificó como "3301" pirateó la base de datos de Planned Parenthood.Sin embargo, este grupo no parecía estar relacionado con Cicada 3301.Más tarde, Cicada 3301 emitió otra declaración firmada con PGP para aclarar que no tenían ninguna conexión con ese grupo y que no toleraban el uso de su nombre, número o simbolismo. Finalmente, el grupo de hackers responsable del ataque confirmó que no estaba afiliado a Cicada 3301.

### Acusaciones de ser una secta
A medida que el grupo ganó notoriedad y atención pública, muchos afirmaron que los acertijos eran una introducción a los principios ocultos y posiblemente incluso un reclutamiento para una secta. El teórico de la conspiración Tim Dailey analizó los acertijos de Cicada 3301 y afirmó: "La enigmática Cicada 3301 parece estar atrayendo a los participantes inexorablemente a la oscura red del ocultismo al estilo Blavatsky y Crowley".
Algunos han asegurado que Liber Primus tiene la estructura típica de un libro sectario.

### QAnon
Durante los primeros meses de existencia de QAnon, hubo rumores de que Cicada 3301 estaba detrás del grupo.Uno de los primeros promotores de QAnon se basó en los acertijos de Cicada 3301 para ayudar a decodificar los mensajes de Q.

## Influencia
La Armada de los Estados Unidos sacó un reto criptográfico en 2014 basado en los enigmas de Cicada 3301, y lo llamó «Proyecto Architeuthis».
La NSA publicó una serie de enigmas de encriptación inspirados en los de Cicada 3301 cada lunes de mayo de 2014 como parte de sus esfuerzos de reclutación.
En el episodio de la serie Person of Interest, «Nautilus», aparece un juego de gran escala similar a los enigmas de Cicada 3301, pero en vez del símbolo de Cicada 3301 se muestra la imagen de una Nautilina. El creador de Person of Interest, Jonathan Nolan y el productor Greg Plageman declararon en una entrevista que Cicada 3301 fue la inspiración del episodio: «Estoy particularmente fascinado por el tema. Encontré algo de Cicada 3301 navegando en internet. Es un concepto muy interesante que, cuando es puesto en una gran historia, conecta con nuestro show».